# Xia Yan

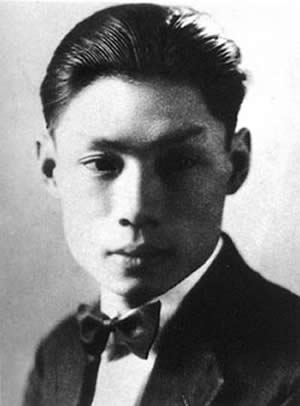
Porträt von Xia Yan

Xia Yan (chinesisch 夏衍, Pinyin Xià Yǎn, W.-G. Hsia Yen; * 30. Oktober 1900 in Hangzhou; † 6. Februar 1995 in Peking) hieß eigentlich Shen Naixi (chinesisch 沈乃熙, Pinyin Shěn Nǎixī) und war oft bekannt als Großjährigkeitsname  Shen Duanxian (chinesisch 沈端先, Pinyin Shěn Duānxiān, W.-G. Shen Tuan-hsien). Er war ein chinesischer Dramatiker, Drehbuchautor und Übersetzer. Er übersetzte Maxim Gorkis Roman Die Mutter aus dem Russischen. Er gehört zu den Filmpionieren in China und gewann den ersten Nationalpreis für Drehbuch im Jahre 1962.

## Werdegang
Im Jahre 1914 besuchte Xia Yan die Technische Schule der Provinz Zhejiang. 5 Jahre später nahm er an der Bewegung des vierten Mai teil und machte das fortgeschrittene Periodikum »Neuwelle Zhejiangs«.